# جوناثان ريد فينكلر
جوناثان ريد فينكلر (بالإنجليزية: Jonathan Reed Winkler)‏ هو مؤرخ أمريكي، ولد في 1975.